# 에우데모스

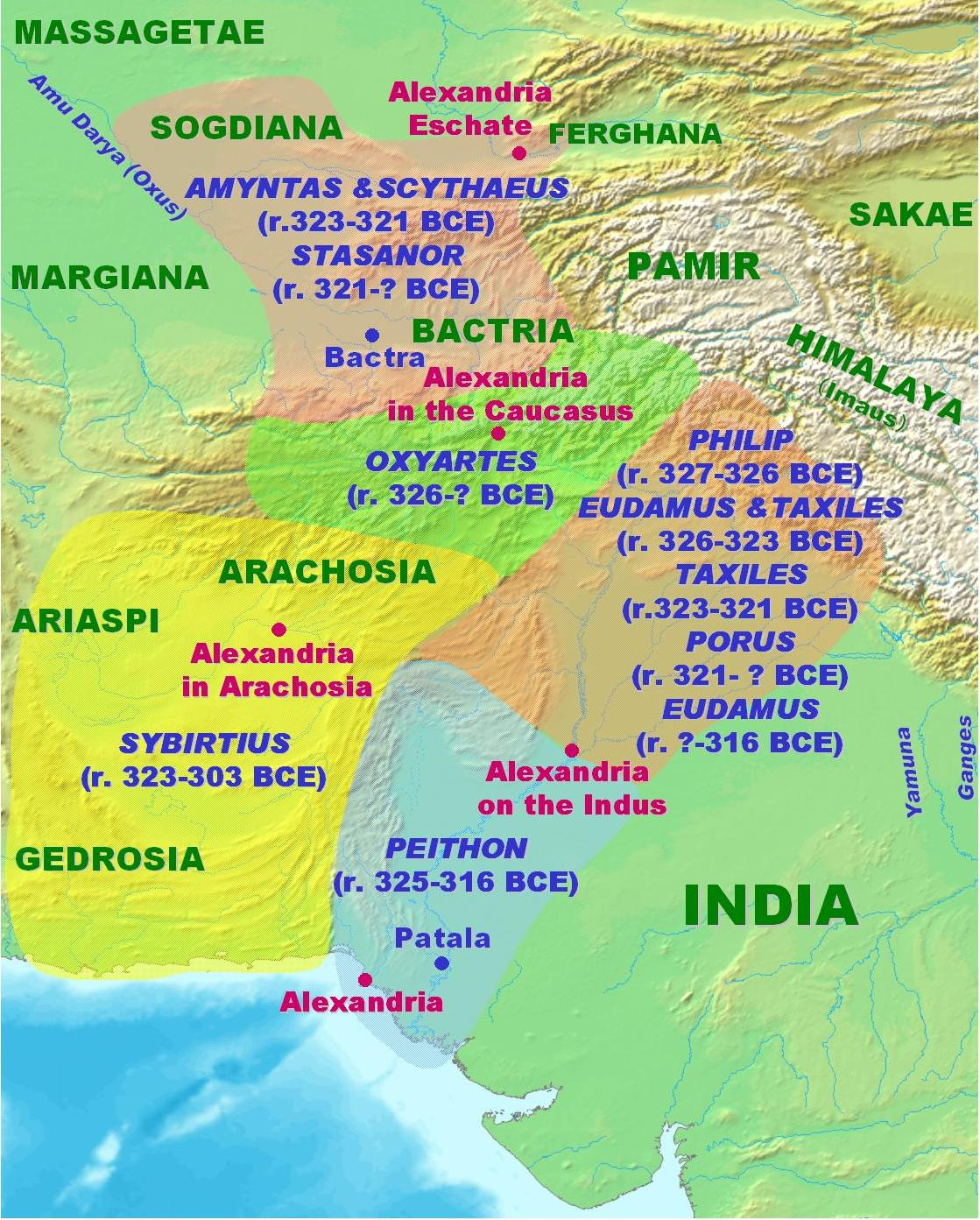
에우데모스가 타크실레스와 함께 통치를 했던 인도와 아케시네스의 경계

에우데모스(고대 그리스어: Εὔδαμος, 라틴어: Eudamus, ? - 기원전 316년)는 알렉산더 3세를 섬긴 마케도니아 왕국의 장군으로 디아도코이 중 한 사람이다.

## 생애
기원전 326년에 인도 태수 필리포스가 용병 부대에 모살된 후 알렉산더는 인도에 있던 에우다모스와 타크실레스에게 새롭게 태수를 임명할 때까지 재임하기를 명령했다. 그러나 기원전 313년, 왕은 후임 태수를 임명하지도 못한 채 급사했다.
왕의 사후 구체적인 연대는 알 수 없지만, 적어도 기원전 317년까지 에우다모스는 인도 포로스 왕을 살해하고 그의 영토를 빼앗았다. 에우메네스와 안티고노스 사이에 다시 전쟁이 발발하자, 기원전 317년에 에우다모스는 기병 500기와 보병 300명, 그리고 120마리의 전투코끼리를 이끌고 에우메네스 진영에 합류했다. 또한 이듬해 페이톤도 인도 태수령에서 철수하여 서쪽으로 향했기 때문에 왕의 죽음으로 잠시 인도의 판도는 마케도니아인의 손을 떠났다.
가비에네 전투 이전에 에우다모스는 에우메네스를 질투하고 있던 안티게네스와 테우타모스 등과 같은 장관과 태수들의 에우메네스를 제거하자는 음모를 기도하는데 참여했다. 하지만 에우메네스에게 돈을 빌려주었기 때문에, 전쟁 전에 에우메네스에게 음모를 고백했다. (음모가 성공하여 에우메네스가 실각하면 빌려준 돈을 회수할 수 없게 되기 때문이었다.) 가비에네 전투에서 에우다모스는 기병 200기를 이끌고 가장 좌익을 차지했다. 에우메네스 군의 중앙과 우익은 안티고노스 군을 제압하고 있었지만, 그로 인해 좌익과의 사이에 틈이 생겨 그 틈으로 안티고노스 기병의 공격을 받아 큰 피해를 입고 패주했다. 보급대를 빼앗기기는 했지만, 전투 자체는 에우메네스 군의 우세로 끝났다.
전투 이후 안티게네스 등은 보급대를 넘겨주는 조건으로 안티고노스와 거래를 했고, 에우메네스를 잡아 안티고노스에게 넘기고 항복을 했다. 그러나 안티고노스는 에우다모스 등을 모두 처형했다. 디오도로스는 다음과 같이 전하고 있다. "뜻하지 않게 에우메네스와 자신에게 대립하고 있던 전군을 손에 넣은 지금 안티고노스는 은방패 병단의 지휘관 안티게네스를 잡아 구멍에 떨어뜨리고, 산 채로 태워 죽였다. 그는 인도에서 코끼리를 데리고 온 에우다모스와 케르바노스 등 그와 항상 적대하고 있던 다른 몇 명도 죽였다.